# Clyzomedus javanicus
Clyzomedus javanicus är en skalbaggsart som beskrevs av Stefan von Breuning 1963. Clyzomedus javanicus ingår i släktet Clyzomedus och familjen långhorningar. Inga underarter finns listade i Catalogue of Life.